# 23044 Стародуб
23044 Стародуб (23044 Starodub) — астероїд головного поясу, відкритий 6 грудня 1999 року.
Тіссеранів параметр щодо Юпітера — 3,587.